# Mostro dagli occhi da insetto

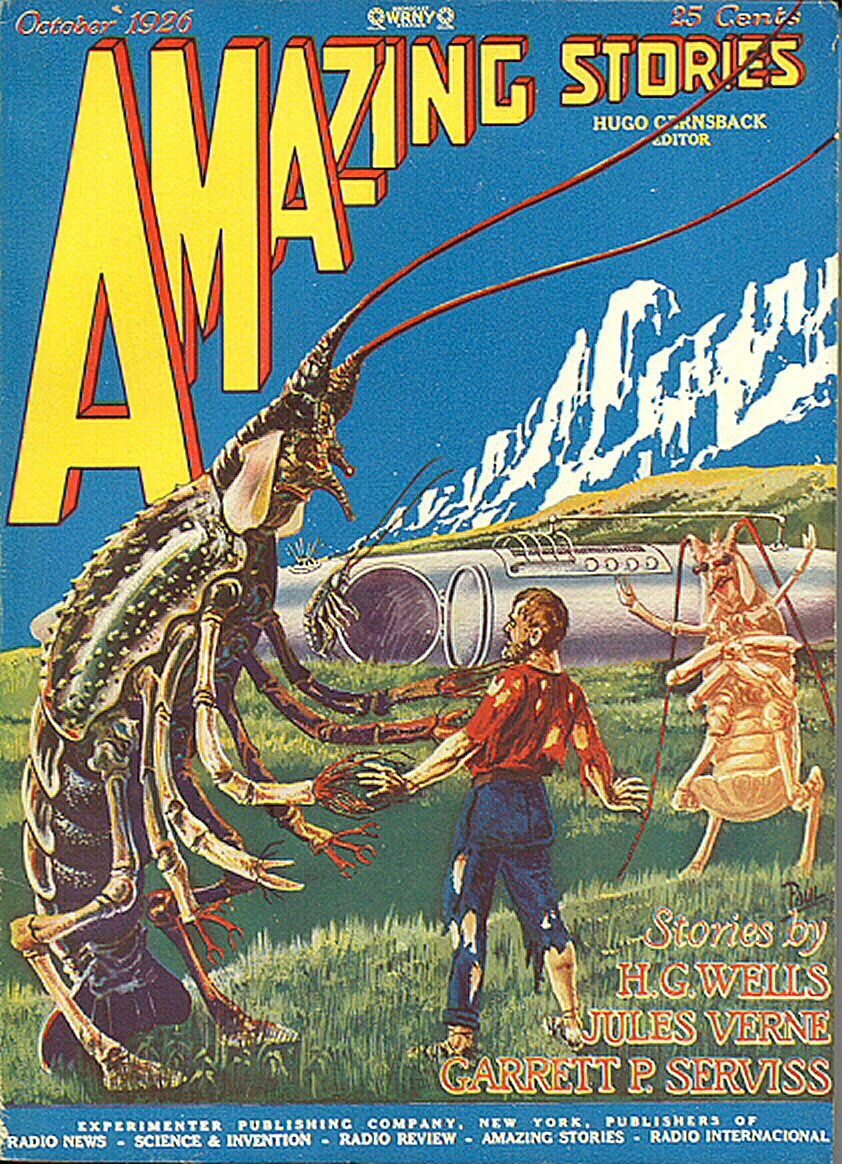
Un paio di "mostri dagli occhi da insetto" nella copertina della rivista Amazing Stories (ottobre 1926)

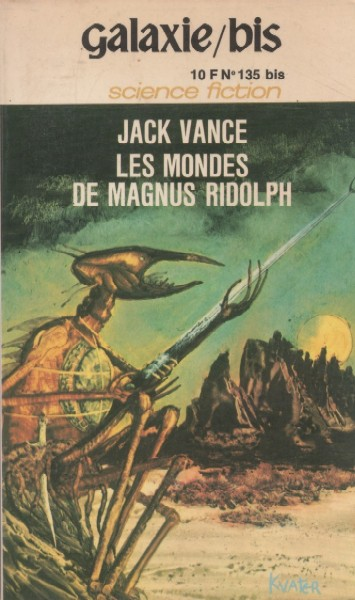
Rappresentazione di un insettoide alieno, dalla copertina di un'edizione francese della rivista Galaxy del 1975 con il romanzo Le avventure di Magnus Ridolph di Jack Vance. Illustrazione di Philippe Legendre-Kvater.

Il mostro dagli occhi da insetto o BEM (dall'acronimo inglese Bug-Eyed Monster) è una figura convenzionale della fantascienza. Gli extraterrestri nelle storie di fantascienza degli anni trenta sono spesso descritti e rappresentati graficamente nelle riviste pulp come grottesche creature con occhi enormi o composti e animati dal desiderio di donne, sangue e distruzione generale. I BEM - in genere di provenienza extraterrestre - costituiscono i tipici mostri alieni antagonisti dell'eroe, che li deve combattere e uccidere per riuscire a salvare la bella fanciulla in pericolo.

## Cultura di massa
- I mostri dagli occhi da insetto più rappresentativi nella tv furono i Dalek della serie televisiva britannica Doctor Who. Quando fu ideato il programma, i produttori della BBC stabilirono che i BEM non sarebbero stati presenti nella serie perché le storie avrebbero seguito il filone della fantascienza hard. Tuttavia lo scrittore Terry Nation, già dalla prima stagione del programma creò i Dalek, organismi cibernetici, che sono considerati i BEM per antonomasia.[1]
- L'anime giapponese del 1968 Bem il mostro umano è basato su questo concetto[senza fonte].